# Гастонвілл (Кентуккі)
Гастонвілл (англ. Hustonville) — місто (англ. city) в США, в окрузі Лінкольн штату Кентуккі. Населення — 387 осіб (2020).

## Географія
Гастонвілл розташований за координатами 37°28′37″ пн. ш. 84°49′0″ зх. д. / 37.47694° пн. ш. 84.81667° зх. д. (37.476836, -84.816700).  За даними Бюро перепису населення США в 2010 році місто мало площу 2,70 км², з яких 2,69 км² — суходіл та 0,00 км² — водойми. В 2017 році площа становила 1,91 км², з яких 1,91 км² — суходіл та 0,00 км² — водойми.

## Демографія
Згідно з переписом 2010 року, у місті мешкало 405 осіб у 189 домогосподарствах у складі 111 родини. Густота населення становила 150 осіб/км².  Було 209 помешкань (77/км²).
Расовий склад населення:
| - 96,0 % — білих - 0,2 % — чорних або афроамериканців - 2,0 % — осіб інших рас |

До двох чи більше рас належало 1,7 %. Частка іспаномовних становила 3,0 % від усіх жителів.
За віковим діапазоном населення розподілялося таким чином: 19,3 % — особи молодші 18 років, 59,7 % — особи у віці 18—64 років, 21,0 % — особи у віці 65 років та старші. Медіана віку мешканця становила 45,9 року. На 100 осіб жіночої статі у місті припадало 93,8 чоловіків;  на 100 жінок у віці від 18 років та старших — 95,8 чоловіків також старших 18 років.
Середній дохід на одне домашнє господарство  становив 40 273 долари США (медіана — 32 115), а середній дохід на одну сім'ю — 52 301 долар (медіана — 51 132). Медіана доходів становила 40 724 долари для чоловіків та 32 500 доларів для жінок. За межею бідності перебувало 17,2 % осіб, у тому числі 11,5 % дітей у віці до 18 років та 14,9 % осіб у віці 65 років та старших.
Цивільне працевлаштоване населення становило 199 осіб. Основні галузі зайнятості: освіта, охорона здоров'я та соціальна допомога — 27,1 %, транспорт — 23,6 %, виробництво — 13,6 %, мистецтво, розваги та відпочинок — 7,5 %.